# 宮浦 (福岡市)
宮浦（）は、福岡県福岡市西区の町名。現行行政地名は、大字宮浦。面積は273.26ヘクタール。2022年12月末現在の人口は660人。郵便番号は819-0201。

## 地理
福岡市の「都心部」の中心とされる中央区天神等の西北西約17キロメートル、西区の北西端、糸島半島の北東端に位置する。北及び東で博多湾に面し、南で小田（）と、西で西浦（）と隣接する。

### 通称としての地名
宮浦は、西浦、小田及び草場（）を合わせた総称して「北崎」（）と称されることが多い。これらの地区については、1961年（昭和36年）4月1日に福岡市に編入される前に存在した北崎村の一部であったという歴史的なつながりがある。現在、これらの区域は、小学校の校区である「北崎校区」の区域であり、また、地域の自治組織として複数の町内会から構成される「北崎校区自治協議会」の区域でもある。

### 河川
宮浦には次の河川が横断している。
- 宮の浦川（普通河川）
- 木の下川（普通河川）

### 都市計画
都市計画に関しては、「福岡市都市計画マスタープラン」において、農地が広がり農漁村集落が分布する「農業・集落ゾーン」及び緑豊かな山並みや海岸線からなる「山地・丘陵地」等に位置付けられている。区域区分は、市街化調整区域に指定されており、原則として新たな開発行為や建築行為が認められない。ただし、都市計画法で限定的に列挙されている一定の開発行為及び建築行為は認められる。宮浦において特に指定がなされている区域等については以下のようなものがある。

#### 沿道サービス施設
宮浦においては、市街化調整区域内であっても許可の対象となる沿道サービス施設の許可条件の一つである沿道サービス指定路線が次の路線について指定されている。
- 1983年（昭和58年）6月21日指定：福岡志摩前原線の一部

#### 既存集落
宮浦の一部の区域においては、市街化調整区域内であっても、日用品販売店舗や分家住宅などの建築物を建築することができる「指定既存集落」の区域が指定されている。

#### 都市計画法第34条第14号に基づく新基準
宮浦は「福岡市開発審査会附議基準」の2016年（平成28年）6月8日改訂によりできた新基準である「地域産業振興施設」の対象となる区域の一つである北崎小学校区に含まれている。この制度では、地域住民の合意のもと、農林水産業や観光業など、地域産業の振興に寄与する建築物の立地が可能となり、例えば既存集落以外の地域におけるレストラン、カフェ、直売所、宿泊施設（ホテル）、体験・交流施設、観光案内所、土産物屋などが許可の対象とされている。

## 語源
地名の宮浦は、宗像三所の明神を勧請して宮を建てたことに由来する。

## 歴史
現行の行政地名大字宮浦は、1889年（明治22年）からのものである。はじめは小田村、1896年（明治29年）から北崎村、1961年（昭和36年）から福岡市、1972年（昭和47年）からは同市西区の大字である。

## 人口
大字宮浦の人口の推移を福岡市の住民基本台帳（公称町別）に基づき示す（単位：人）。集計時点は各年9月末現在である。一貫して減少している。
- 2001年（平成13年）：983
- 2002年（平成14年）：963
- 2003年（平成15年）：961
- 2004年（平成16年）：934
- 2005年（平成17年）：916
- 2006年（平成18年）：913
- 2007年（平成19年）：903
- 2008年（平成20年）：875
- 2009年（平成21年）：858
- 2010年（平成22年）：844
- 2011年（平成23年）：835
- 2012年（平成24年）：825
- 2013年（平成25年）：803
- 2014年（平成26年）：786
- 2015年（平成27年）：765
- 2016年（平成28年）：770
- 2017年（平成29年）：762
- 2018年（平成30年）：736
- 2019年（令和元年）：728
- 2020年（令和2年）：697
- 2021年（令和3年）：686
- 2022年（令和4年）：671

## 交通
交通に関しては、公共交通機関としてはバスのみである。

### 鉄道
鉄道は通っていない。最寄りの駅は九州旅客鉄道（JR九州）筑肥線の九大学研都市駅であり、距離は道程で約10キロメートルである。

### バス
昭和自動車株式会社（通称：「昭和バス」）のバスが運行している。
町内のバス停は次の通り。
- 小浜（）
- 宮の浦（）
- 畑中（）

### 道路
主な道路は次の通り。
- 福岡県道54号福岡志摩前原線
- 福岡県道611号西ノ浦今宿自転車道線[注釈 3]

## 施設

### 公共・公益施設

公共公益施設の写真
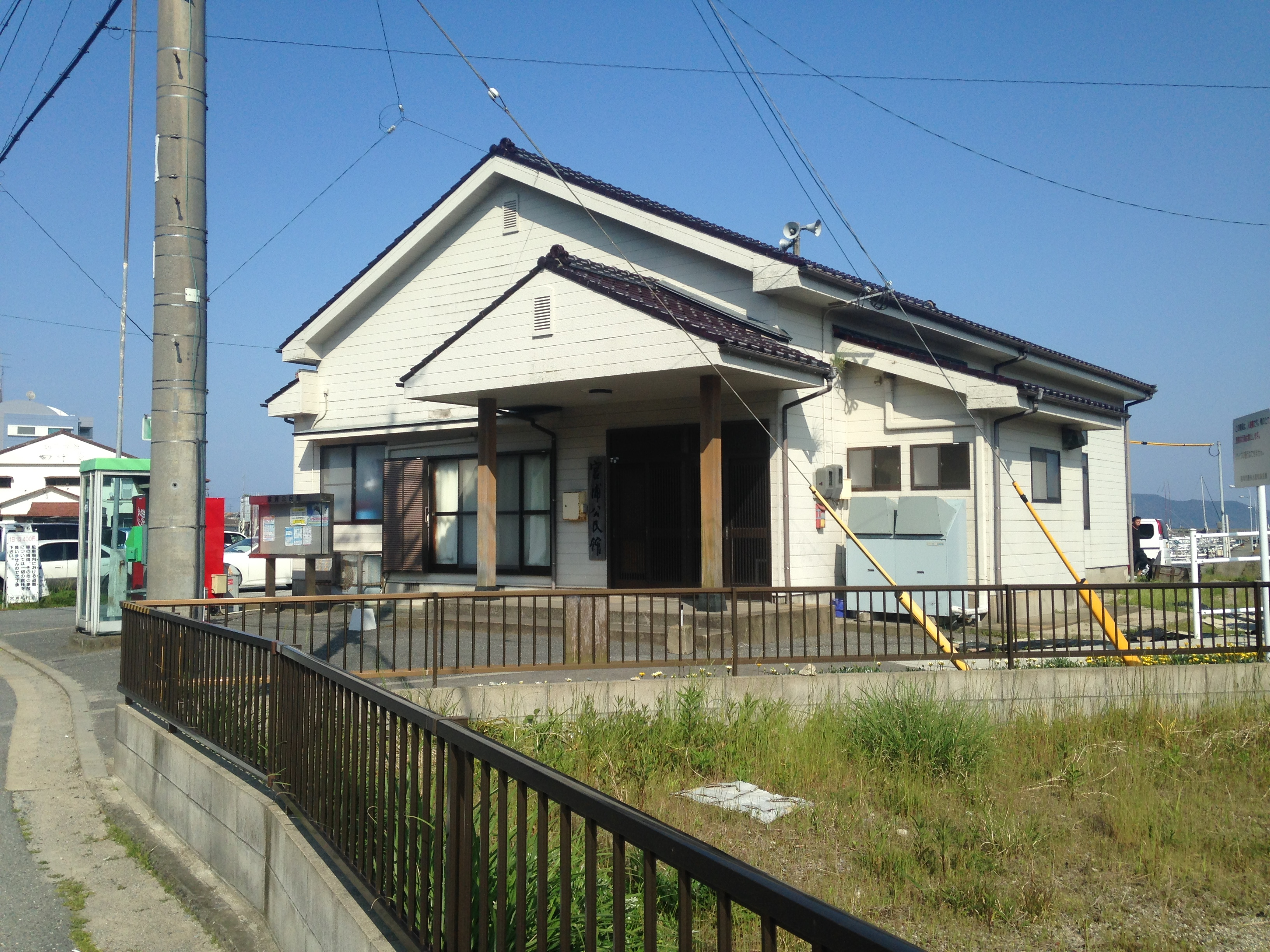
北崎公民館（所在地：大字宮浦1978-1）
- 宮浦公民館[注釈 4]
- 宮の浦公園（所在地：大字宮浦、公園種別：街区公園）
- 唐泊漁港（漁港漁場整備法に基づく指定を受けた第二種漁港[注釈 5]）
- 福岡市漁業協同組合唐泊支所（所在地：大字宮浦273-12）
- 福岡市農業協同組合北崎支店（大字宮ノ浦1963-3）
- 北崎郵便局 (業務内容：郵便窓口、貯金窓口、ATM、保険窓口、所在地：大字宮浦1955-8）
- いきいきセンターふくおか（正式名称：福岡市西第5地域包括支援センター北崎支所、所在地：大字宮浦1963-3）[注釈 6]
- 宮浦集落排水処理場（農業集落排水処理施設及び漁業集落排水処理施設）[注釈 7]

- 公共公益施設の写真
- 宮浦公民館

### 学校
町内に小学校及び中学校は存在しないが、校区については、次の学校の校区に属する。
- 小学校：福岡市立北崎小学校（小田）
- 中学校：福岡市立北崎中学校（小田）

## 名所・旧跡
- 灘山（標高209.2メートルの山）
- 灘山第一展望台（灘山をめぐるハイキングコースの途中に設置されている。）
- 願海寺（所在地：大字宮浦357番地、法人番号: 1290005000081[16]）
- 大歳神社（所在地：大字宮浦281番地、法人番号：3290005000071[16]）
- 三所神社（所在地：大字宮浦1157番地1、法人番号：5290005000202[16]、2006年「西区の宝」認定）
- 徳門寺（大字宮浦1930）
- 東林寺（大字宮浦）
- 万葉歌碑（東林寺内）
- うしろ浜（）[注釈 8]
- くじら石（2006年「西区の宝」認定）